# Phelim O'Neill

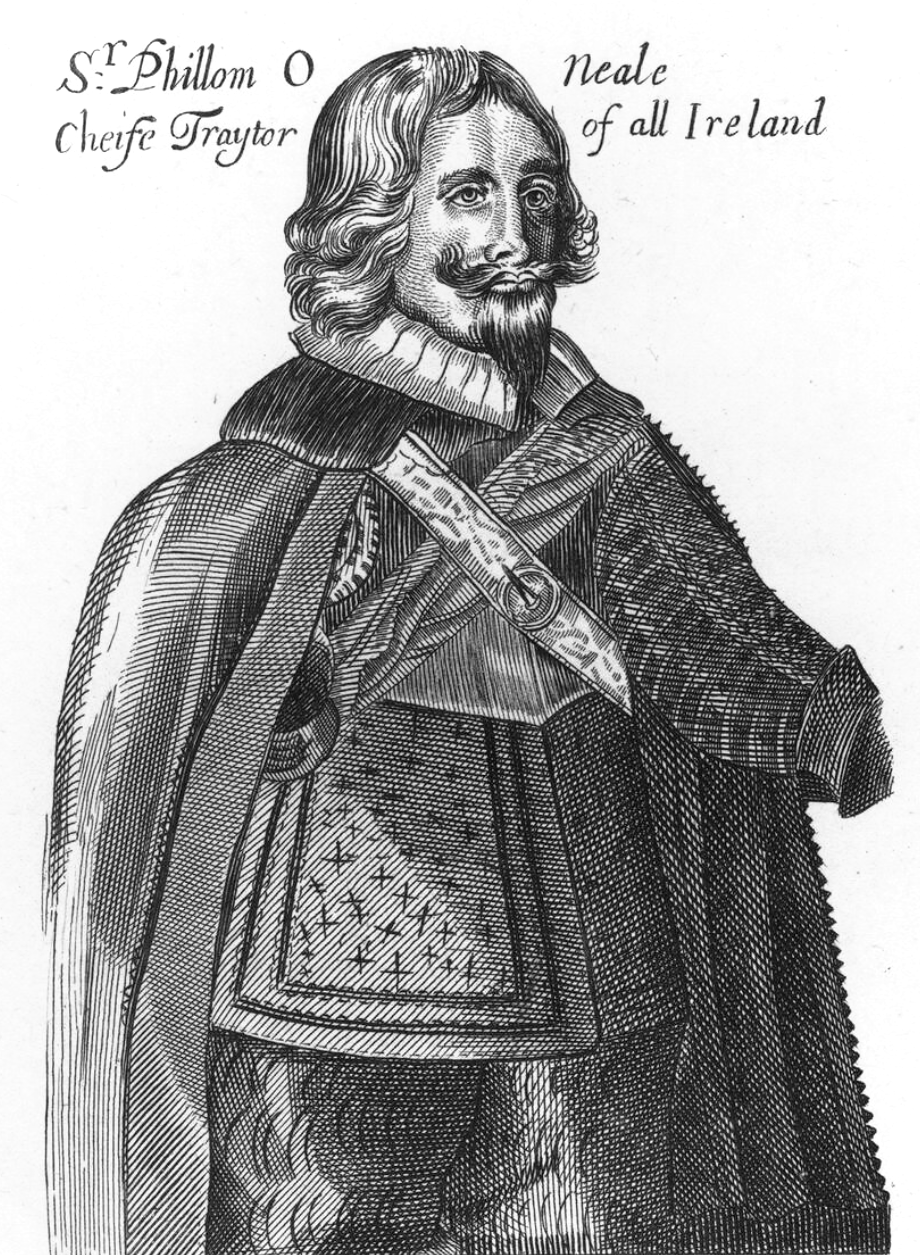
Sir Felim O'Neill de Kinard.

Felim O'Neill de Kinard (fallecido en agosto de 1653), más conocido como Phelim O'Neill, fue un noble irlandés que dirigió la rebelión que comenzó en la noche del 23 de octubre de 1641 en Ulster. Su nombre también se traduce del gaélico Féilim como Phelim, y Cionn Ard como Kinard o Caledon. Era miembro de la Confederación católica durante las guerras de los tres reinos, donde luchó con su pariente Owen Roe O'Neill. Fue capturado y ejecutado durante la conquista de Cromwell en 1652. También se cree que Phelim es de donde proviene la firma de declaraciones oficiales, P. O'Neill del ejército republicano irlandés durante el siglo XX.

## Contexto
Miembro de la afamada familia O'Neill, Felim era sobrino de Henry Oge O'Neill, uno de los O'Neills que permaneció en Ulster después de la «Fuga de los Condes» y a pesar de las dificultades llegadas con la confiscación de tierras y con la colonización de la provincia. La familia O'Neill provenía de una rama menor del mismo clan y había aumentado su importancia uniéndose a los ingleses contra el terrateniente Hugh O'Neill en la guerra de los nueve años irlandesa. A cambio de sus servicios, la familia de Felim mantuvo terrenos alrededor de Kinard en Tyrone. O'Neill fue miembro del Parlamento irlandés en 1630 y adquirió experiencia como abogado en King's Inns en Londres.

## Rebelión
Sin embargo, como muchos otros irlandeses católicos, y especialmente con los gaélicos, O'Neill se sintió amenazado por el gobierno inglés protestante de la isla. En particular, los nativos se sentían apenados por la exclusión católica de la administración pública y de la continua confiscación de las tierras que les pertenecían.
A finales de 1630 este temor alcanzó su máximo punto, cuando se supo que Thomas Wentworth, conde de Strafford, y ministro de Carlos I planeaba nuevas y amplias colonizaciones. En 1641 se alcanzó un punto de crisis, cuando los Covenanters escoceses y el Parlamento Rabadilla inglés amenazaron con invadir Irlanda para finalmente someter el catolicismo en el país. Dentro de esta atmósfera de temor y paranoia, Felim se vio envuelto en un complot organizado por sus compañeros gaélicos de Ulster para invadir Dublín y rápidamente tomar el resto de ciudades irlandesas. Después de esto, planeaban solicitar plenos derechos para los católicos y un gobierno propio en nombre del rey. El rol de O'Neill consistía en tomar ciudades y lugares fortificados en el Norte del país.
Sin embargo, las autoridades inglesas fueron informadas del plan por Owen O'Connolly (un protestante) y capturaron a Hugh MacMahon y Connor Maguire, dos de los conspiradores que iban a ejecutar el asalto, lo que hizo fracasar la captura de Dublín. O'Neill continuó adelante y comenzó la rebelión en el Norte de la isla, pero rápidamente se dio cuenta de que no podía controlar a los campesinos que él mismo había alzado. Estos, muchos de los cuales habían sido desplazados durante la colonización del Ulster comenzaron a atacar a los colonizadores escoceses e ingleses. O'Neill, junto con Rory O'Moore, intentó entonces alcanzar Dublín, derrotando a las fuerzas gubernamentales en Julianstown pero fracasando en la toma de Drogheda después de un inútil asedio.

## Guerra civil
La rebelión se expandió rápidamente por el resto de la isla. En la primavera de 1642 sólo se mantenían los enclaves protestantes alrededor de Dublín, Cork y Derry. Carlos I envió un gran ejército al país, que probablemente habría terminado con la rebelión si no hubiese comenzado la guerra civil inglesa. Ante la situación, las clases terratenientes comenzaron a formar la Confederación Católica, que actuaría como gobierno independiente de facto en la isla hasta 1649.
Phelim formó parte del parlamento confederado, llamado la asamblea general, pero se encontraba alineado al liderazgo de los católicos irlandeses con magnates de tierras más acaudalados. Por el lado militar, también se encontraba alineado. Tras su desastrosa derrota en Glanmaquin cerca de Raphoe en el condado de Donegal, su paisano Owen Roe O'Neill, un soldado profesional llegado de los Países Bajos españoles, fue nombrado general del ejército confederado de Ulster. Phelim era un comandante de caballería en esta fuerza, y pasó la mayor parte de los siguientes seis años luchando contra el ejército covenanter escocés que había desembarcado en Ulster. Luchó en la victoria de su ejército en la batalla de Benburb.
En la política confederada, O'Neill era moderado, defendía el pacto con Carlos I y los Realistas ingleses como forma de ganar la guerra contra el parlamento inglés y los covenanters escoceses. En 1648, votó a favor de la segunda paz Ormonde, en contra de Roe O'Neill, que se opuso junto a la mayoría del ejército de Ulster. Durante el verano del mismo año, los ejércitos confederados se enfrentaron entre ellos por este asunto, venciendo los pro-realistas.

## Ejecución
Sin embargo, esto no fue suficiente para detener la invasión del Nuevo Ejército Modelo de Oliver Cromwell. Los bien equipados y entrenados parlamentarios arrasaron a la resistencia Confederada y Realista e impusieron un brusco asentamiento a los católicos irlandeses.
En 1650 el ejército de Ulster se dirigió hacia la batalla de Scarrifholis. Phelim O'Neill escapó de la contienda pero pasó el resto de sus días como fugitivo. Poco después del desastre de Scarrifholis repelió con éxito un ataque parlamentario al fuerte de Charlemont, causando importantes bajas a las tropas inglesas antes de rendirse con condiciones y marcharse con el resto de las suyas.
Cualquiera que hubiera estado implicado en la rebelión del 41 fue culpabilizado por las masacres de civiles protestantes y ejecutado. A Phelim, como gobernante de los insurgentes le tuvieron poca estima al capturarlo el 4 de febrero de 1653 cerca de Newmills (Condado de Tyrone), en el castillo de Roughan donde se había refugiado. Desde ahí lo condujeron hacia Dublín y lo ahorcaron por traición. 
Podía haber evitado su ejecución si hubiese testificado que por alzar la rebelión hubiese obtenido comisión por parte de Carlos I tal y como alegaban los parlamentarios, sin embargo, rehusó hacerlo. Fue ejecutado en agosto de 1653 según el veredicto de un tribunal supremo instaurado en Dublín por el gobierno de Cromwell.